# Ali Hassan al-Majid
Ali Hassan al-Majid (tiếng Ả Rập: علي حسن عبد المجيد التكريتي, Latin hóa: ʿAlī Ḥasan ʿAbd al-Majīd al-Tikrītī; 30 tháng 11, 1941 – 25 tháng 1, 2010) là cựu bộ trưởng Bộ quốc phòng Iraq, thành viên đảng Ba'ath, bộ trưởng nội vụ, chỉ huy quân sự và quốc trưởng Cơ quan tình báo Iraq. Ông cũng là thống chế Kuwait bị chiếm đóng trong Chiến tranh vùng Vịnh.
Là người em họ đầu tiên và cũng là bộ hạ tích cực của cựu Tổng thống Iraq Saddam Hussein, ông trở nên nổi danh trong thập niên 1980 và 1990 cho vai trò của mình trong các chiến dịch của chính phủ Iraq chống lại các lực lượng phản kháng nội bộ, từ bộ tộc nổi loạn Kurd tại phía bắc, và những người hồi giáo Chiisme bất đồng quan điểm tại miền Nam. Ông al-Majid có biệt danh là "Ali hóa học" vì ông từng cho sử dụng chất hóa học để tiêu diệt người thiểu số..
Al-Majid bị bắt theo sau cuộc xâm lược Iraq 2003 và bị cáo buộc tội ác chiến tranh, tội ác chống nhân loại và tội diệt chủng. Ông bị kết án vào tháng 6 năm 2007 và bị tử hình cho tội ác đã làm trong chiến dịch Anfal thập niên 1980. Sự kháng cáo của ông chống lại cái chết đã bị bác bỏ ngày 4 tháng 9 năm 2007.

## Tiểu sử
Ali Hassan sinh năm 1941 (ngày chính xác không biết) ở Tikrit. Ông là một thành viên của Gia tộc Bejat của chi phái al-Bu Nasir, người anh họ Saddam Hussein của ông cũng thế; Saddam sau đó dựa rất nhiều vào các thị tộc để bổ sung thêm các chức vụ trong chính phủ của mình. Giống như Saddam, Ali Hassan xuất thân từ một gia đình nghèo. Ông làm việc như là một tài xế và sứ giả lái xe gắn máy trong quân đội Iraq đến khi đảng Baas giành chính quyền năm 1968.

## Chiến dịch Anfal
Sau khi Saddam Hussein bại trận trong cuộc chiến vùng Vịnh năm 1991, người Chiisme ở phía Nam và người Kurd ở phía Bắc nổi dậy chống chế độ và chiếm 14 trong số 18 tỉnh ở Iraq. Quân đội Hoa Kỳ thành lập khu vực an toàn cho người Kurd ở ba tỉnh phía Bắc, ngăn không cho Saddam tiến vào tấn công.
Tuy nhiên lính của Saddam đã tiến vào khu sinh sống của người theo giáo phái Chiisme ở phía Nam và đàn áp cuộc nổi dậy, giết chết hàng chục ngàn người.

## Chiến tranh vùng Vịnh và Iraq
Ali Hassan bổ nhiệm vào Bộ trưởng Chính quyền Địa phương sau khi Chiến tranh Iran – Iraq kết thúc năm 1988, với trách nhiệm tái định cư vùng của người Kurd với cư dân Ả Rập tái định cư từ các nơi khác tại Iraq. Hai năm sau, khi Iraq xâm lược Kuwait tháng 8 năm 1990, ông trở thành thống chế quân sự của lãnh thổ bị chiếm đóng. Ông thành lập chính phủ đàn áp Kuwait và cướp phá. Tháng 11 1990, Ali Hassan được gọi về Iraq và được bổ nhiệm Bộ trưởng Nội vụ vào tháng 3 năm 1991. Theo sau Iraq bại trận trong cuộc chiến, ông chỉ huy càn quét cuộc nổi loạn người Chiisme tại miền Nam cũng như người Kurd tại miền Bắc. Cả hai cuộc khởi nghĩa bị đàn áp với hành động tàn bạo, cả ngàn người chết.
Sau đó ông trở thành cột trụ của Bộ trưởng Bộ Quốc phòng, mặc dù anh ta hơi thất bại từ sự gia hạn năm 1995 khi Saddam đuổi việc ông sau khi phát hiện ra rằng Ali Hassan bị dính vào vụ buôn lậu lúa bất hợp pháp cho Iran. Vào tháng 12 năm 1998, tuy nhiên, ông được Saddam gọi lại và bổ nhiệm chỉ huy khu vực phía nam của Iraq, nơi máy bay Hoa Kỳ và Anh ngày càng hoạt động tích cực trong nhiệm vụ thực hiện các cuộc không kích ở khu vực cấm bay phía Nam. Ali Hassan đã được bầu lại vào chức vụ này vào tháng 3 năm 2003, ngay lập tức trước khi bắt đầu Chiến tranh Iraq. Ông đóng ở cảng phía Nam của thành phố Basra và đã ở đó, vào tháng 4 năm 2003, nguồi tin báo cáo sai rằng ông đã chết trong cuộc không kích.
Ali Hassan thoát chết cuộc tấn công, nhưng bị bắt bởi lực lượng Hoa Kỳ ngày 17 tháng 8 năm 2003. Ông bị liệt kê như người bị truy bắt nhiều nhất thứ 5 tại Iraq, hiển thị như là Vua của Phần Cuối trong bộ bài với những lá bài người Iraq rất được muốn. Năm 2006 ông bị buộc tội diệt chủng và tội ác chống nhân loại cho vai trò của mình trong chiến dịch Anfal và được chuyển giao cho Tòa án Đặc biệt Iraq để xét xử. (Tuy nhiên, ông chưa bị kết án với cuộc tấn công tháng 3 năm 1988 vào Halabja; chuyện này đang được xử lý như một trường hợp riêng biệt mà chưa đến để xét xử.))

## Kết án
Vào thứ Ba, 2 tháng 12 năm 2008, một tòa án đặc biệt ở Iraq tuyên án tử hình Hassan al-Majid. Tòa kết tội ông ta đã đàn áp cuộc nổi dậy của người Chiisme năm 1991 ở vùng nam Iraq. Al-Majid lãnh án tử tình sau khi bị kết án năm 2007 vì đã chỉ huy vụ giết hàng chục ngàn người Kurd trong cuộc đàn áp vào cuối thập niên 80.
Cựu viên chức đảng Baas của Saddam Hussein, Abdul-Ghani Abdul-Ghafur cũng bị án tử hình trong phiên xử này, vốn đã khởi sự vào tháng 8 năm 2007. Ông ta hô lớn câu đả đảo "sự chiếm đóng của người Mỹ và Iran." Chánh Án Mohammed Oreibi nạt lại "câm mồm, tên đảng Baas bẩn thỉu kia." Đảng Baas là đảng do Saddam Hussein thành lập.
Vụ xử là một trong năm vụ nhắm vào thành phần cựu lãnh đạo trong chế độ Saddam Hussein, kẻ bị lật đổ sau cuộc tấn công do Hoa Kỳ lãnh đạo năm 2003. Hai vụ xử khác vẫn tiếp tục sau đó. Trong vụ xử đầu tiên, Saddam bị kết tội giết chết hơn 140 người Chiisme sau khi có âm mưu ám sát bất thành nhắm vào ông ta ở Dujail. Saddam Hussein bị treo cổ vào tháng 12 năm 2006.
Trong phiên xử này có bốn người bị án tù chung thân, sáu người bị án 15 năm và ba người được tha bổng.

## Bị treo cổ
Ngày 25 tháng 1 năm 2010, Truyền hình Al Iraqiyah đưa hình ảnh cảnh treo cổ xử tử Al-Majid sau khi ông nhận án tử hình thứ tư, cho vụ dùng hơi độc giết chết 5.000 người dân Halabja năm 1988. Các vụ nổ xảy ra liên tiếp trong vùng 15 phút ở trung tâm thủ đô Bagdad, xảy ra chỉ thời gian ngắn trước khi đài truyền hình nhà nước loan báo Al-Majid bị xử tử bằng cách treo cổ.